# Lars Jansson (författare)
Lars Fredrik Jansson, född 8 oktober 1926 i Helsingfors, död 31 juli 2000 i Helsingfors, var en finlandssvensk tecknare och författare. Han var son till skulptören Viktor Jansson och tecknaren Signe Hammarsten-Jansson, bror till Tove Jansson och Per Olov Jansson samt far till Sophia Jansson.
Lars Jansson debuterade som författare 1941.
Då systern Tove Jansson 1957 fann arbetet med den tecknade serien Mumintrollen alltför betungande, övertog han att skriva texten. Då hennes kontrakt med Associated Newspapers gick ut 1960, började han 1959 också teckna serien. Han fortsatte med detta fram till år 1975.
Med tiden fick Lars Jansson också ta itu med andra projekt kring Mumintrollen, och då Telecable Benelux B.V.s animationsserie satte igång 1989 tog han aktivt del som sakkunnig på Mumintroll, och som omformare av den japanska dialogen.
Fram till sin död 2000 arbetade Lars Jansson som konstnärlig rådgivare för den kommersiella användningen av Muminfigurerna: licensierade produkter, serietidningar och album, teater, opera, film, radio, television och multimedia.